# بحث بيئي
البحوث البيئية هي مجلة العلوم البيئية وصحة البيئة التي استعرضها النظراء والتي نشرتها إلزيفير. رئيس التحرير هو خوسيه إل. دومينغو. وضعها عامل التأثير في المجلة لعام 2017 وهو 4.732 في المرتبة 24 (المئوية العاشرة) من بين 242 مجلة في فئة العلوم البيئية، والثانية عشر (المئوية السابعة) من بين 181 مجلة في فئة الصحة العامة والبيئية والمهنية.